# Oscar Ferrari
Oscar Ferrari (Torino, 1º gennaio 1931 – Torino, 22 luglio 1995) è stato un calciatore italiano, di ruolo centrocampista.

## Carriera
Nella stagione 1948-1949 a seguito della Tragedia di Superga gioca 3 partite in Serie A con il Torino; rimane con i granata anche nella stagione 1949-1950, nella quale colleziona un'ulteriore presenza in massima serie in trasferta contro la Sampdoria (25 settembre 1949).
Rimane in granata anche nella stagione successiva, nella quale non gioca nessuna partita di campionato.
Nella stagione 1951-1952 viene ceduto in prestito alla Biellese, con cui gioca 31 partite nel campionato di Serie C; dal 1952 al 1955 veste poi la maglia dell'Aosta, totalizzando complessivamente 74 partite in IV Serie, campionato in cui nella stagione 1953-1954 la sua squadra vince il proprio girone mancando però la promozione in Serie C a causa del terzo posto ottenuto nel Girone Finale. Veste nuovamente la maglia dell'Aosta dal 1959 al 1961, giocando per due campionati consecutivi in Serie D (23 presenze nella stagione 1959-1960 e 14 presenze nella stagione 1960-1961).

## Palmarès

### Club

#### Competizioni nazionali
- IV Serie: 1

Aosta: 1953-1954